# Mirande
Mirande ist eine französische Stadt im Département Gers in der Region Okzitanien; sie ist Verwaltungssitz des Arrondissements Mirande und gehört zum Kanton Mirande-Astarac.

## Geografie
Die Kleinstadt mit 3442 Einwohnern (Stand 1. Januar 2022) liegt am Fluss Baïse und an der Nationalstraße N 21 zwischen Auch (25 km) und Lourdes (75 km). Früher hatte sie einen Bahnhof an der – heute stillgelegten – Bahnstrecke Agen–Tarbes.

## Geschichte
Mirande wurde 1280 in der Nähe der Ortschaft Saint-Jean de Lézian von Bernhard IV., Graf von Astarac, als Bastide gegründet. Die Anlage des Ortes war plan- und regelmäßig. Mirande war bis zum 19. Jahrhundert von einer Stadtmauer mit vier Toren umgeben. Oberhalb der Stadt befand sich die gräfliche Burg, durch die Mirande 1297 Hauptstadt der Grafschaft wurde.

Am 1. August 1922 stießen bei Miélan zwei Pilgerzüge zusammen, die nach Lourdes unterwegs waren. Mindestens 33 Menschen starben. 

### Bevölkerungsentwicklung
| Jahr                       | 1962 | 1968 | 1975 | 1982 | 1990 | 1999 | 2010 | 2020 |
| Einwohner                  | 3610 | 4075 | 3879 | 3871 | 3565 | 3568 | 3685 | 3445 |
| Quellen: Cassini und INSEE |      |      |      |      |      |      |      |      |

## Sehenswürdigkeiten
|  |

- Die Kirche Sainte-Marie wurde Anfang des 15. Jahrhunderts vom Abt des Klosters Berdoues und dem Grafen von Astarac gestiftet. Nach der Zerstörung der Kirche Saint-Jean de Lézian im 16. Jahrhundert, wurde sie zur erzpriesterlichen Kirche aufgewertet. Im Jahre 1410 bestimmte der Papst in einer Bulle die Kirche zum Sitz des neu geschaffenen Bistums um das Kloster Berdoues. Zwar wurde diese Urkunde nur drei Jahre später widerrufen, doch konnte die Notre-Dame de Mirande den Status einer Kathedrale behalten. Auffallend am Bauwerk ist der imposante Portalvorbau, der den Glockenturm abstützt und dabei die nahe Straße überspannt. Sehenswert ist auch das Chorgestühl, der (ursprünglich aus dem Kloster stammende) Altar, ein Kirchenfenster aus dem 15. Jahrhundert und der Kreuzgang.
- Überreste der alten Befestigungsanlage
- Prächtige Häuser aus dem 15. Jahrhundert an der Place d’Astarac
- Brücke aus dem 18. Jahrhundert über die Baïse
- Rathaus mit seiner einladenden Grünanlage
- Tour de Rohan, Adelssitz aus dem 14. Jahrhundert

## Städtepartnerschaften
- Korntal-Münchingen, Baden-Württemberg, seit 1964
- Tubize, Belgien, seit 1964
- La Eliana, Region Valencia Spanien
- San Mauro Torinese, Piemont, Italien